# Агент Солт
„Агент Солт“ (на английски: Salt) е американски екшън трилър от 2010 г. на режисьора Филип Нойс, по сценарий на Кърт Уимър, и участват Анджелина Джоли, Лийв Шрайбър, Даниел Олбрихски, Аугуст Дийл, Артър Кейд, и Чуетел Еджиофор.

## Актьорски състав
| Актьор           | Роля                                       |
| ---------------- | ------------------------------------------ |
| Анджелина Джоли  | Евелин Солт                                |
| Лийв Шрайбър     | Тиодор Уинтър                              |
| Чуетел Еджиофор  | Даръл Пийбоди                              |
| Даниел Олбрихски | Олег Василий Орлов                         |
| Аугуст Дийл      | Майк Краус, съпруг на Солт                 |
| Тика Съмптър     | Жена на рецепцията                         |
| Олек Крупа       | Борис Матвеев, президент на Русия          |
| Хънт Блок        | Хауърд Люис, президент на Съединените щати |

## В България
В България филмът е пуснат по кината на 30 юли 2010 г. от „Александра Филмс“.
На 3 ноември 2011 г. е издаден на DVD от „Съни Филм Видео Ентъртейнмънт“.
На 20 март 2015 г. е излъчен премиерно по „Нова телевизия“ в петък от 20:00 ч.
Български дублаж
| Озвучаващи артисти  | Ани Василева Яница Митева Здравко Методиев Александър Митрев Александър Воронов |
| Преводач            | Миряна Мезеклиева                                                               |
| Тонрежисьор         | Димитър Кукушев                                                                 |
| Режисьор на дублажа | Димитър Кръстев                                                                 |